# Ni rosas ni juguetes
«Ni rosas ni juguetes» es el segundo sencillo de Gran City Pop, novena producción discográfica de la cantante mexicana Paulina Rubio. La canción fue compuesta por Claudia Brant, Noel Schajris y Gianmarco, fue producida por Cachorro López y lanzada oficialmente en Estados Unidos, Latinoamérica y España el 17 de agosto de 2009. La publicación de la canción se tenía prevista para septiembre del mismo año, sin embargo se lanza un mes antes.

## Composición e inspiración
«Ni Rosas Ni Juguetes» fue escrita por la compositora argentina Claudia Brant, su compatriota Noel Schajris, conocido por el dúo musical de Sin Bandera, y el músico peruano Gian Marco. Brant aseguró que la canción «nació en la casa de Noel Schajris en México; nos juntamos a escribir él, Gian Marco y yo. Como Gian tenía una reunión con Paulina Rubio en esos días decidimos escribir algo para ella». En cuanto a la producción, la cantante y Cachorro López, quien produjo la canción, «logramos arreglos nuevos con guitarras. Es como si nos hubiéramos soltado pelo, de rebeldes».
Al igual que otras de sus canciones que mezclan una fusión de ranchera, mariachi, pop y hip hop, «Ni Rosas Ni Juguetes» es un tema inspirado en México y su folclore. Paulina Rubio la definió como «un homenaje a mi México lindo, donde además se refleja cómo somos las mujeres en el amor». Y aunque según ella tienen un ritmo «muy de Texas», no pierde el estilo y las raíces mexicanas. Respecto a su letra, la consideró «picarona».

## Video musical
El video se grabó a finales de agosto en una lujosa mansión situada a las afueras de la ciudad de Nueva York. Se utilizó una localización de ensueño con vistas al mar, donde tiene lugar la historia de amor y desamor de una singular pareja de agentes secretos; un argumento inspirado en la película Sr. y Sra. Smith (2008). El video fue dirigido por Jessy Terrero.

## Presentaciones en directo
Paulina Rubio apareció en los Premios MTV Latinoamérica 2009 el 15 de octubre, junto a Cobra Starship interpretando «Good Girls Go Bad» y «Ni Rosas Ni Juguetes». La cantante y el grupo estadounidense ganaron el premio MTV a «Mejor Actuación en Vivo». El 1 de noviembre de 2009, interpretó la canción en ¡Viva el Sueño!, un reality show de competiciones. Más adelante, también hizo una presentación especial en los Premios Oye! en Guanajuato, México.
«Ni Rosas Ni Juguetes» formó parte de su setlist del Gran City Pop Tour. La canción se convierte en uno de los temas más solicitados y coreados en sus recitales.

## Versiones
Paulina Rubio regrabó la canción a dueto con la cantante Jenni Rivera en versión banda, para promocionar el sencillo en las estaciones de radio regionales en los Estados Unidos, México y Puerto Rico, y fue lanzado el 17 de noviembre de 2009.
También se grabó un remix con el rapero Pitbull, titulado «Mr. 305 Remix» y fue lanzado el 10 de noviembre de 2009 por iTunes.

## Posicionamiento en listas
| Listas (2009)                  | Mejor posición |
| ------------------------------ | -------------- |
| Argentina Top 100 Singles      | 23             |
| Costa Rica (Top 30 Singles)    | 2              |
| Panamá (Radio Estéreo Azul)    | 3              |
| Paraguay (Radio Latina Top 20) | 5              |